# Eleição municipal de Santos em 1992
A eleição municipal de Santos em 1992 ocorreu entre os dias 3 de outubro e 15 de novembro. A prefeita à época era Telma de Souza (PT). Foi eleito em segundo turno David Capistrano Filho (PT), derrotando Vicente Cascione (PDS).

## Resultado da eleição para prefeito

### Primeiro turno[2]
| Candidato                   | Nr. | Votação | Percentual |
| --------------------------- | --- | ------- | ---------- |
| David Capistrano Filho (PT) | 13  | 97.700  | 43,94%     |
| Vicente Cascione (PDS)      | 11  | 65.507  | 29,46%     |
| Beto Mansur (PDT)           | 12  | 24.771  | 11,14%     |
| Oswaldo Justo (PMDB)        | 15  | 23.674  | 10,65%     |
| Koyu Iha (PSDB)             | 45  | 10.710  | 4,82%      |

### Segundo turno
| Candidato                   | Nr. | Votos   | Porcentagem |
| --------------------------- | --- | ------- | ----------- |
| David Capistrano Filho (PT) | 13  | 141.437 | 56,12%      |
| Vicente Cascione (PDS)      | 11  | 110.583 | 43,88%      |